# Chorągiew tatarska Jakuba Polańskiego

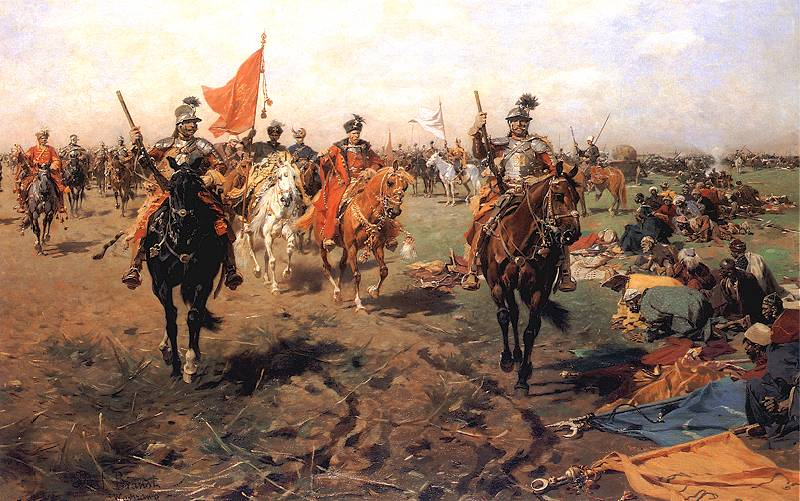
Składanie sztandarów (mal. Józef Brandt)

Chorągiew tatarska Jakuba Polańskiego – chorągiew tatarska jazdy koronnej połowy XVII wieku.
Rotmistrzem chorągwi był Jakub Polański.
Jej żołnierze brali udział w działaniach zbrojnych wojny polsko-rosyjskiej 1654 – 1667, m.in. w bitwie pod Cudnowem w 1660 roku.
W roku 1661, z powodu niezapłacenia wojsku żołdu, zawiązała się konfederacja jazdy koronnej (w tym 21 chorągwi tatarskich), a także konfederacja wojska litewskiego (która objęła jego całość, tj. około 14 tys. żołnierzy). Chorągiew tatarska Jakuba Polańskiego, podobnie jak chorągwie Jambeka Carewicza i Sulejmanowicza, nie przystąpiła do tej konfederacji.